# Shadows of Arkham
Shadows of Arkham (anciennement Batman la Fuga de 2002 à 2016, puis Batman: Arkham Asylum de 2017 à 2022) sont des montagnes russes inversées du parc Parque Warner Madrid, situé à San Martín de la Vega, en Espagne.

## Le circuit
Shadows of Arkham est à rapprocher de la série des Batman: The Ride du même constructeur, présents dans de nombreux parcs du groupe Six Flags. Il faut rappeler qu'à son ouverture, Parque Warner Madrid était géré par Six Flags.
Le trajet commence avec un looping vertical, suivi d'un Zero-G Roll et encore d'un petit looping vertical pour finir avec des tire-bouchons entrelacés.